# Denil Maldonado
Denil Maldonado, né le 26 mai 1998 à Tegucigalpa, est un footballeur international hondurien. Il joue au poste de défenseur central au Rubin Kazan.

## Biographie

### En club
Il fait ses débuts au FC Motagua le 6 septembre 2015, lors d'une défaite à domicile contre le Real Sociedad. Il marque son premier but le 2 décembre 2018, face au CD Platense. 
En 2019, il atteint la finale de la Ligue de la CONCACAF, en étant battu par le Deportivo Saprissa. Il inscrit un but en huitièmes contre le club de la Juventus Managua.
Le 19 janvier 2020, il signe au club mexicain du CF Pachuca. Il joue son premier match sous ses nouvelles couleurs le 28 janvier, lors d'une victoire 3-1 contre le Venados FC en seizièmes de finale de la Coupe du Mexique. 
Le 9 septembre 2020, il part en prêt pour le club chilien d'Everton.
En décembre 2022, il est prêté pour la saison 2023 au Los Angeles FC en MLS.

### En équipe nationale
Avec les moins de 17 ans, il participe à la Coupe du monde des moins de 17 ans en 2015. Lors du mondial junior, organisé au Chili, il joue deux matchs. Avec un bilan peu reluisant de trois défaites en trois matchs, huit buts encaissés et deux buts marqués, le Honduras est éliminé dès le premier tour.
Avec les moins de 20 ans, il participe au championnat de la CONCACAF des moins de 20 ans en 2017. Lors de cette compétition organisée au Costa Rica, il joue six matchs, inscrivant un but contre le pays organisateur. Le Honduras s'incline en finale face aux États-Unis, après une séance de tirs au but. Quelques mois plus tard, il dispute la Coupe du monde des moins de 20 ans qui se déroule en Corée du Sud. Lors du mondial junior, il joue trois matchs. Avec un bilan d'une victoire et deux défaites, le Honduras est éliminé dès le premier tour.
Le 27 mars 2019, il figure pour la première fois sur le banc des remplaçants de l'équipe nationale A, mais sans entrer en jeu, lors d'une rencontre amicale face à l'Équateur. Il est ensuite retenu afin de participer à la Gold Cup 2019. Lors de cette compétition, il doit se contenter du banc de remplaçants. Il effectue finalement ses débuts avec le Honduras le 5 septembre 2019, lors d'une rencontre amicale contre Porto Rico (victoire 4-0).
Lors de l'été 2019, il prend part aux Jeux panaméricains, qui se déroulent à Lima au Pérou. Il joue quatre rencontres lors de ce jeux, inscrivant un but contre le pays organisateur. Le Honduras s'incline en finale face à l'Argentine.
Avec la sélection olympique, il participe aux Jeux olympiques d'été de 2020, organisés lors de l'été 2021 à Tokyo. Lors du tournoi olympique, il joue trois matchs, et officie comme capitaine de la sélection. Avec un bilan d'une victoire et deux défaites, le Honduras est éliminé dès le premier tour.

## Palmarès

### En équipe nationale
- Finaliste du championnat de la CONCACAF des moins de 20 ans en 2017 avec l'équipe du Honduras des moins de 20 ans
- Finaliste des Jeux panaméricains en 2019 avec l'équipe du Honduras

### En club
FC Motagua
- Champion du Honduras en Apertura 2016 et Clausura 2017
- Finaliste de la Ligue de la CONCACAF en 2019

 Everton
- Finaliste de la Coupe du Chili en 2021